# محطة مقاطعة ليفي النووية
محطة مقاطعة ليفي النووية هي محطة طاقة نووية مقترحة في مقاطعة ليفي بولاية فلوريدا.

## التكلفة
قدرت شركة بروجرس إنيرجي فلوريدا أن المفاعلات ستكلف 5 مليارات دولار وستبدأ عملها في عام 2016.
تبين فيما بعد أن مفاعلات مقاطعة ليفي لن تبدأ عملها إلا في عام 2026 حيث كان الطلب على الكهرباء ينمو ببطء شديد وأسعار الغاز الطبيعي منخفضة للغاية وتقدر المنشأة الآن أن المفاعلات ستكلف ما بين 17 مليار دولار و22 مليار دولار بدون حساب تكاليف التمويل وتجاوز التكاليف.